# Margitta und ihre Töchter
Margitta und ihre Töchter war ein deutsches Gesangsquartett auf dem Gebiet des volkstümlichen Schlagers. Zu ihm gehörten Margitta Weise (* 25. Februar 1958 in Döbern) und ihre drei in Bad Muskau geborenen Töchter Carina (* 28. September 1978), Anja (* 6. Juni 1982) und Maria (* 18. April 1985).

## Werdegang
Die musikalische Familie sang seit Anfang der 1990er Jahre zusammen. Die Mühlenhof Musikanten wurden auf das Quartett aufmerksam und engagierten die Töchter Carina und Maria als Solisten. 1995 machte sich die Familie musikalisch selbständig, und 1996 hatte sie ihren ersten Erfolg mit dem Lied Mutti, du bist unser bestes Stück.
Die Formation nahm beim Grand Prix der Volksmusik 1998 teil und erreichte mit dem Lied Liebe macht alles wieder gut den 4. Platz. 1999 waren sie mit Ordnung muss sein bei der deutschen Vorentscheidung vertreten und 2000 erreichten sie mit Liebe trocknet alle Tränen den 10. Platz.
Das Quartett war gelegentlich zu Gast bei volkstümlichen Fernseh- und Rundfunksendungen. Das Repertoire umfasste volkstümliche Hits, Schlager, Oldies, Country, Swing und A-cappella-Gesänge. Inzwischen waren die vier auch als Moderatorinnen zu sehen. Sie führten zweimal live durch den Langen Samstag des MDR.
Im Jahr 2007 löste sich das Quartett auf, am 24. Juni fand in Sangerhausen das Abschiedskonzert statt. Mutter Margitta hatte bereits im Januar 2007 ihre erste Solo-Single Ein neuer Tag veröffentlicht. Die Töchter Carina, Anja und Maria dagegen formierten fortan als Trio unter dem Namen Schwesterherz; ihr Debütalbum mit dem Titel Zarte Bande erschien im Mai 2007.

## Ehrungen
- 2× Musikantenkaiser bei Achims Hitparade im MDR

## Bekanntere Titel
- Mutti, du bist unser bestes Stück 1996
- Liebe macht alles wieder gut 1998
- Liebe trocknet alle Tränen 2000
- Ein Lied vertreibt die Sorgen 2005

## Diskografie
- Unser bestes Stück 1996
- Liebe macht alles wieder gut 1998
- Mit Liebe gemacht 2001
- Unsere Welt 2004